# Foc de Windscale
A Windscale, Alnglaterra hi va haver un accident nuclear a 1957 en una planta de producció de plutoni per les bombes atòmiques. El reactor consistia en un gran bloc de grafit amb forats horitzontals on hi anava el combustible. Com estava refrigerat per aire el combustible estava encapsulat en tubs d'alumini per evitar que reaccionés amb l'oxigen. Un cop el combustible estava processat es posava la pastilla de combustible en un tanc amb aigua per ser recollit. Aquest disseny tenia un problema: Quan el grafit està exposat a neutrons pateix deformacions a l'estructura cristal·lina. Això fa que s'acumuli molta energia. La solució a això era augmentar la temperatura perquè es tornés a col·locar bé l'estructura alliberant gradualment aquesta energia que es coneix com a energia de Wigner .
Al haver-hi molta pressa per desenvolupar les bombes es necessitava molt triti. Per això va canviar el propòsit d'un dels reactors per produir triti. Vist que la primera bomba d'hidrogen va fallar es va necessitar encara més triti, i al tenir poc temps van decidir fer una cosa per accelerar la producció van reduir la refrigeració. Pujar la temperatura més del que estava dissenyat va arruïnar la distribució de calor en el reactor creant punts més calents que no podien ser detectats perquè els sensors estaven distribuïts segons la distribució de calor que tenia abans.
L'accident va començar quan en intentar alliberar l'energia de Wigner la temperatura va començar a baixar a tot arreu menys a un canal que s'estava escalfant. Per això el dia següent van intentar alliberar l'energia de Wigner, aquest cop la temperatura de tot el reactor va pujar fent pensar als operaris que havia tingut èxit. Però després de dos dies van notar que quelcom estrany estava passant. El canal es seguia escalfant escalfant. En un esforç de refredar-lo, que va fallar, els treballadors van deduir que es tractava d'un foc. Un foc que havia estat encès unes 48 hores. Amb diferents esforços per apagar-lo, finalment va ser apagat després de 24 hores de llençar aigua al reactor.
La censura no era exclusiva de la Unió Soviètica, els anglesos també van intentar amagar que això havia passat. En l'operació d'apagar el foc es van alliberar isòtops radioactius que es calcula que van poder causar uns 200 casos de càncer de tiroide. Aquest accident s'ha classificat com un accident de nivell 6 a l'escala d'INES.